# 15 (микстейп)
15 — дебютный микстейп американской рэперши Bhad Bhabie. Он был выпущен 18 сентября 2018 года под лейблом Atlantic и B.H.A.D. Music. В релизе приняли участие Lil Baby, Lil Yachty, Asian Doll, YG, City Girls и Ty Dolla Sign.

## Отзывы
| Оценки критиков    | Оценки критиков |
| Источник           | Оценка          |
| ------------------ | --------------- |
| AllMusic           | [ 2 ]           |
| Pitchfork          | 5.5/10          |
| The New York Times | Mixed           |

15 получил смешанные отзывы. Pitchfork оценили микстейп в 5,5 баллов из 10, Мишель Ким заявила, что «прыжок Даниэль Бреголи от мема к рэперши продолжается с её дебютным микстейпом, который сильно опирается на мимику и ужасно отстаёт от текущего звука хип-хопа. Она успешно имитирует звук сегодняшних рэп-хитов; большинство песен с 15 встречаются, как будто они специально разработаны для размещения в плейлисте „RapCaviar“ Spotify».
Нил Енг с AllMusic оценил микстейп на 3 из 5, заявив, что «за то, что он стоит, похоронен под позёрством и неприятностью, лежит проблеск обещания. Однако, Bhad Bhabie требует некоторой полировки и зрелости, если она собирается выйти за пределы простой новизны.».
Джон Караманика с The New York Times дал микстейпу смешанный обзор и утверждает, что «[…] В лучшем случае '15' привлекателен как прямолинейный хип-хоп, так и новизна — рэп-альбом, сделанный поклонником рэпа, учитывая все ресурсы настоящего рэпера.».

## Список композиций
| №                   | Название                                    | Автор(ы)                                                                                | Продюсер                       | Длительность |
| ------------------- | ------------------------------------------- | --------------------------------------------------------------------------------------- | ------------------------------ | ------------ |
| 1.                  | «15 (Intro)»                                | Pliznaya Даниэлла Бреголи                                                               | Pliznaya                       | 2:21         |
| 2.                  | «Juice» (при участии YG)                    | YG Brittany Barber Бреголи                                                              |                                | 2:38         |
| 3.                  | «Gucci Flip Flops» (при участии Lil Yachty) | Samuel Gloade London Jae Darryl McCorkell Miles McCollum Bobby Ray Watson Jr. Бреголи   | 30 Roc Cheeze Beatz Cubeatz    | 2:30         |
| 4.                  | «Affiliated» (при участии Asian Doll)       | Misharron Allen Barber Бреголи                                                          | Taz Taylor Jo L'Z Pharaoh Vice | 2:26         |
| 5.                  | «Geek’d» (при участии Lil Baby)             | Leon Thomas III Kristopher Riddick-Tynes Barber Бреголи Доминик Джонс GO DopeByAccident | The Rascals                    | 2:14         |
| 6.                  | «No More Love»                              | Barber Бреголи                                                                          | DJ Chose P Crisco              | 2:01         |
| 7.                  | «Thot Opps (Clout Drop)»                    |                                                                                         | Pliznaya                       | 1:44         |
| 8.                  | «Yung and Bhad» (при участии City Girls)    |                                                                                         | Pliznaya                       | 2:51         |
| 9.                  | «Count It» (при участии $hirak)             |                                                                                         | Jack $hirak                    | 2:11         |
| 10.                 | «Famous»                                    |                                                                                         | Foreign Teck                   | 2:47         |
| 11.                 | «Hi Bich»                                   | Бреголи                                                                                 | Ronny J                        | 1:45         |
| 12.                 | «Shhh»                                      |                                                                                         | Pliznaya                       | 2:03         |
| 13.                 | «Trust Me» (при участии Ty Dolla Sign)      |                                                                                         | Bobby Kritical                 | 3:13         |
| 14.                 | «Bout That»                                 |                                                                                         | Pliznaya                       | 1:59         |
| 15.                 | «Bhad Bhabie Story (Outro)»                 |                                                                                         | Audio Push Eric Choice         | 6:38         |
| Общая длительность: | Общая длительность:                         | Общая длительность:                                                                     | Общая длительность:            | 39:20        |